# Неділя за містом
«Неділя за містом» (фр. «Un Dimanche A La Campagne») — французька драма режисера Бертрана Таверньє, що вийшла на екрани в 1984 році. Екранізація роману П'єра Боста «Месьє Ладміраль скоро помре».

## Сюжет
В одну з неділь 1912 року старий художник-імпресіоніст Ладміраль запрошує в свій заміський маєток сина Гонзага з сім'єю. Вони проводять час, гуляючи по околицях, готуючи обід і розповідаючи цікаві історії. Несподівано приїжджає Ірен, улюблена дочка Ладміраля, яка рідко відвідує батька. Звичайна неділю перетворюється для старого художника в хвилюючу і приємну подію.

## В ролях
- Луї Дюкре — месьє Ладміраль
- Мішель Омон — Гонзаг
- Сабіна Азема — Ірен
- Женев'єва Мніх — Марія-Тереза
- Монік Шометт — Мерседес
- Томас Дюваль — Еміль
- Квентін Ожье — Люсьєн
- Катя Вострікофф — Мірей
- Клод Вінтер — мадам Ладміраль

## Нагороди та номінації
- 1984 — приз найкращому режисерові Каннського кінофестивалю (Бертран Таверньє).
- 1984 — премії Національної ради кінокритиків США за кращий фільм іноземною мовою і за кращу жіночу роль другого плану (Сабіна Азема).
- 1985 — три премії «Сезар»: краща акторка (Сабіна Азема), найкращий оператор (Брюно де Кайзер), кращий адаптований сценарій (Коло і Бертран Таверньє). Крім того, фільм був номінований ще в 5 категоріях: кращий фільм (Бертран Таверньє), кращий режисер (Бертран Таверньє), кращий актор (Луї Дюкре), кращий актор другого плану (Мішель Омон), кращий монтаж (Арман Псенні).
- 1985 — номінація на премію BAFTA за кращий фільм іноземною мовою (Ален Сард і Бертран Таверньє).
- 1985 — номінація на премію «Золотий глобус» за кращий фільм іноземною мовою.
- 1985 — премія Лондонського гуртка кінокритиків за кращий фільм іноземною мовою.